# Ommatius complanatus
Ommatius complanatus är en tvåvingeart som beskrevs av Scarbrough 1994. Ommatius complanatus ingår i släktet Ommatius och familjen rovflugor. Inga underarter finns listade i Catalogue of Life.